# Табакович, Иван
Иван Табакович (серб. Иван Табаковић; 10 декабря 1898, Арад, Австро-Венгрия — 27 июня 1977, Белград, Югославия) — сербский и югославский художник и скульптор.

## Жизнь и творчество
Иван Табакович родился в семье трансильванских сербов. Художественное образование получил в будапештской Академии изящных искусств и затем — в Королевской академии прикладного искусства в Загребе. В Загребе учителем И. Табаковича был художник Любо Бабич. Два семестра он посещал также мюнхенскую Академию художеств и частную школу живописи Ханса Хофмана в столице Баварии. Окончив Загребскую академию в 1924 году, в 1925 посетил Париж. После возвращения в Загреб в 1925 году И. Табакович участвовал в создании художественной группы «Земля» (1929), тогда же он создал одно из самых известных своих произведений — картину «Гений». Работы этого «загребского периода» (1925—1930) в творчестве Табаковича несли в себе элементы загадки, аллегории и притчи, были пронизаны духом экспрессионизма.
В 1930 году художник приехал в Нови-Сад; здесь прошёл его следующий период творчества (1930—1938). Многие его работы в это время посвящены социальным вопросам. Кроме этого, И. Табакович писал натюрморты и пейзажи, отличающиеся виртуозностью деталей и рафинированными красками. В 1937 году его керамические работы были выставлены на парижской Всемирной выставке, где удостоились гран-при.
В 1938—1977 годах И. Табакович жил и работал Белграде. Этот его период делится на две части: 1938—1955 и 1955—1977 годы. Произведения, созданные им в первой этой части зачастую поэтично-меланхолического характера, частично — саркастичны и ироничны. Во второй — это в значительной степени модернистская и постмодернистская живопись, а также скульптура, коллажи, художественная фотография. В 1962 году И. Табакович был награждён золотой медалью на Международной выставке керамики в Праге. Был профессором белградской Академии прикладного искусства. В 1965 году художник был принят в члены Сербской академии науки и искусств.

## Галерея
- избранные работы И. Табаковича
- ArtFacts Entry
- Сербская скульптура